# Bubión
Bubión – gmina w Hiszpanii, w prowincji Grenada, w Andaluzji, o powierzchni 14,86 km². W 2011 roku gmina liczyła 335 mieszkańców.
Uważa się, że Bubión powstał w czasach rzymskich.